# الأفق الأعلى
الأفق الأعلى (بالإنجليزية:Upper horizon)، رواية عربية للكاتبة السعودية فاطمة عبدالحميد صدرت بالشارقة عام 2022م عن دار النشر الإماراتية ميسكلياني في 229 صفحة، وتعتبر إحدى أنجح وأشهر روايتها التي رُشحت بالقائمة الطويلة للجائزة العالمية للرواية العربية (البوكر) لعام 2023م  ثم رُشحت بالقائمة القصيرة للجائزة العالمية للرواية العربية لنفس العام.

## نبذة
تستعرض الرواية موضوع الموت من منظور متعدد، حيث تُعالج تأثيره في الأحياء بدلًا من التحدث عنه كمفهوم مجرد. تتناول الرواية تساؤلات حول الحياة والموت، وتطرح فكرة أن الموت ليس نقيض الحياة بل جزء منها، بل وتعتبره راحة تأتي مع نهاية الحياة. تتبع الرواية حياة شخصيات تقترب من الموت بطرق قاسية، وتستعرض كيف يتعامل الناس مع فكرة الموت وكيف يحاولون إطالة حياتهم رغم تسارع الوقت. إنها رواية عن النقص والفراغ الذي يتولد من الخسارات الصغيرة والكبيرة في الحياة.

## الشخصيات
- سمر: البطلة الرئيسية التي تتعامل مع الحياة والموت، وتطرح تساؤلات حول الحياة في ظل مواجهتها للموت.
- الجد سليمان: شخصية محورية في الرواية، وتستعرض الرواية قصته وتأثيره في فهم الموت والحياة.
- الموت: يعتبر شخصية غير مباشرة في الرواية، حيث يتحدث عن تجربته مع البشر وتأثيره فيهم.

كما تظهر شخصيات أخرى في الرواية مثل أبناء سليمان وأشخاص آخرين يتعاملون مع مفهوم الموت بطريقة ساذجة وفقًا لما ورد في النص.

## اقتباسات من الرواية
ليس صحيحًا أنكم تحبون الوحدة، أنتم لا تطيقونها، أمّا تلك التي تميلون إليها أحيانًا أو دائمًا، فهي العزلة.
تقولُ العبرةُ: «عندما تهمّ بالتقاطِ حجرٍ من الأرضِ، فعليكَ أن تستعدّ لما ستجده تحتَهُ، وإذا لم تكن مستعدًّا لذلك، فلا تفكّر في التقاطه منذُ البَدْء».
عادةٌ قديمةٌ لدى الكثيرِ مِنَ الأمّهاتِ، تقتضِي إلقاءَ المزيدِ مِنَ اللّومِ على الابنِ البارِّ أكثرَ مِنْ بقيّةِ إخوتِهِ، للاستزادةِ في طاعتِهِ وعطفِهِ.
قدْ لا يختلِفُ اثنانِ في أنّ النّسيانَ، يأتي في المرتبةِ الثّانيةِ في الأفضليّةِ عند البشرِ، بعْدَ الجِنْسِ مُباشَرةً.

فأدركت أنّ زوجها ينهار، وأنّ في صدره حقيقةً تتعفّن يومًا بعد يوم، وهو يكاد يتقيّؤها.